# Josephine Chaos
Dr. Josephine Chaos ist ein Pseudonym einer Autorin, die nach eigenen Angaben als Gynäkologin in einer mittelgroßen Klinik in Deutschland arbeitet.

## Aktivitäten
Im Internet schrieb sie den Blog Heldin im Chaos, in dem sie über ihr Leben zwischen Beruf und Kindererziehung berichtet. 2013 veröffentlichte sie diese Erlebnisse in dem Buch Dann press doch selber, Frau Dokta!, das sich zu einem Bestseller entwickelte. Spiegel Online kritisierte, „das Ganze“ sei „sprachlich ein bisschen zu sehr auf Klamauk gebürstet“. Der Blog wurde inzwischen auf privat gestellt. Einige Zeit wurden noch Erlebnisse auf dem Twitteraccount veröffentlicht. Dieser wurde Ende 2019 ebenfalls gelöscht.

## Werke
- Dann press doch selber, Frau Dokta! Fischer Taschenbuch, Frankfurt am Main 2013, ISBN 978-3-596-19634-0.

- Bis die Ärztin kommt: Liebe, Leidenschaft und andere Notfälle. Fischer Taschenbuch, Frankfurt am Main 2014, ISBN 978-3-596-03106-1.